# Seznam dílů seriálu Praví Hlasiťákovi
Toto je seznam dílů seriálu Praví Hlasiťákovi.

## Přehled řad
| Řada | Díly | Premiéra v USA    | Premiéra v USA     | Premiéra v ČR   | Premiéra v ČR |
| Řada | Díly | První díl         | Poslední díl       | První díl       | Poslední díl  |
| ---- | ---- | ----------------- | ------------------ | --------------- | ------------- |
| 1    | 20   | 3. listopadu 2022 | 13. června 2023    | 22. května 2023 | bude oznámeno |
| 2    | 20   | 19. února 2024    | 26. listopadu 2024 | bude oznámeno   | bude oznámeno |

## Seznam dílů

### První řada (2022–2023)
| Č. v seriálu | Č. v řadě | Původní název                                                              | Český název                               | Režie                          | Scénář                       | Premiéra v USA     | Premiéra v ČR     | Prod. kód |
| ------------ | --------- | -------------------------------------------------------------------------- | ----------------------------------------- | ------------------------------ | ---------------------------- | ------------------ | ----------------- | --------- |
| 1            | 1         | The Macho Man With the Plan                                                | Chlapák co má plán                        | Jonathan Judge                 | Tim Hobert                   | 3. listopadu 2022  | 22. května 2023   | 101       |
| 2            | 2         | The Chore Thing                                                            | bude oznámeno                             | Melissa Kosar                  | Tim Hobert                   | 10. listopadu 2022 | 2. září 2023      | 102       |
| 3            | 3         | The Blemish Dilemish                                                       | Trapné Dilema                             | David Kendall                  | Michael Hobert               | 17. listopadu 2022 | 24. května 2023   | 104       |
| 4            | 4         | The Banana Split Decision                                                  | Sázka o banánový pohár                    | David Kendall                  | David McHugh & Matt Flanagan | 24. listopadu 2022 | 26. května 2023   | 106       |
| 5            | 5         | Ro-Bro                                                                     | Ro-Brácha                                 | Phill Lewis                    | Angela Yarbrough             | 1. prosince 2022   | 23. května 2023   | 103       |
| 6            | 6         | I Wanna Hold Your Hand                                                     | bude oznámeno                             | Melissa Kosar & Jonathan Judge | Amy Pittman                  | 8. prosince 2022   | 2. září 2023      | 108       |
| 7            | 7         | The Guy Who Makes You Fly                                                  | Kluk co ti fouká na plachtu               | Jonathan Judge                 | Peter Limm                   | 5. ledna 2023      | 29. května 2023   | 107       |
| 8            | 8         | The Manager With the Planager                                              | Manažer co má planažer                    | Phill Lewis                    | David McHugh & Matt Flanagan | 12. ledna 2023     | 25. května 2023   | 105       |
| 9            | 9         | Heart and Soul                                                             | Tělem i duší                              | Jonathan Judge                 | Tim Hobert                   | 19. ledna 2023     | 30. října 2023    | 111       |
| 10           | 10        | No Louds Allowed                                                           | Zákaz vstupu                              | Jonathan Judge                 | Michael Hobert               | 26. ledna 2023     | 31. října 2023    | 112       |
| 11           | 11        | The Princess and the Everlasting Emerald: A Royal Woods Fairytale - Part 1 | O Princezně a věčném Smaragdu: První část | Jonathan Judge                 | Alan Yanaga                  | 2. února 2023      | 30. května 2023   | 109       |
| 12           | 12        | The Princess and the Everlasting Emerald: A Royal Woods Fairytale - Part 2 | O Princezně a věčném Smaragdu: Druhá část | Jonathan Judge                 | Tim Hobert & Alan Yanaga     | 9. února 2023      | 31. května 2023   | 110       |
| 13           | 13        | What's a Mother to Redo                                                    | bude oznámeno                             | Jonathan Judge                 | Alan Yanaga                  | 1. června 2023     | 1. listopadu 2023 | 119       |
| 14           | 14        | Better Together                                                            | bude oznámeno                             | Daniella Eisman                | Audrey Hobert                | 8. června 2023     | 2. listopadu 2023 | 117       |
| 15           | 15        | Home Is Where the Hero Is                                                  | Kde je hrdina, tam je domov               | Carlos González                | David McHugh & Matt Flanagan | 15. června 2023    | 3. listopadu 2023 | 113       |
| 16           | 16        | Spelling and Doorbelling                                                   | bude oznámeno                             | Jonathan Judge                 | Peter Limm                   | 15. června 2023    | bude oznámeno     | 115       |
| 17           | 17        | Sweet Dreams Are Made of Cheese                                            | bude oznámeno                             | Carlos González                | Angela Yarbrough             | 22. června 2023    | bude oznámeno     | 114       |
| 18           | 18        | All Fair in Love and Sleepovers                                            | bude oznámeno                             | Jonathan Judge                 | David S. Rosenthal           | 22. června 2023    | bude oznámeno     | 116       |
| 19           | 19        | Some Buddy to Love                                                         | bude oznámeno                             | Daniella Eisman                | John Dale                    | 29. června 2023    | bude oznámeno     | 118       |
| 20           | 20        | Little-ol-lady-whoooo Has Talent                                           | bude oznámeno                             | Jonathan Judge                 | Tim Hobert & Alan Yanaga     | 29. června 2023    | bude oznámeno     | 120       |

### Druhá řada (2024)
| Č. v seriálu | Č. v řadě | Původní název                                           | Český název   | Režie           | Scénář                       | Premiéra v USA     | Premiéra v ČR | Prod. kód |
| ------------ | --------- | ------------------------------------------------------- | ------------- | --------------- | ---------------------------- | ------------------ | ------------- | --------- |
| 21           | 1         | A Musical to Remember                                   | bude oznámeno | Jonathan Judge  | David McHugh & Matt Flanagan | 19. února 2024     | bude oznámeno | 201-202   |
| 22           | 2         | The Tennessee Surprise: Love Is in the Air              | bude oznámeno | Jonathan Judge  | Audrey Hobert                | 6. března 2024     | bude oznámeno | 209       |
| 23           | 3         | Last Friend Standing                                    | bude oznámeno | Carlos González | Michael Hobert               | 13. března 2024    | bude oznámeno | 205       |
| 24           | 4         | Louder by the Dozen                                     | bude oznámeno | Daniella Eisman | Peter Limm                   | 20. března 2024    | bude oznámeno | 206       |
| 25           | 5         | Nice Guys Finish First                                  | bude oznámeno | Jonathan Judge  | Alan Yanaga                  | 3. června 2024     | bude oznámeno | 203       |
| 26           | 6         | Loud Family Court: The Flames of Justice                | bude oznámeno | Jonathan Judge  | Amy Pittman                  | 4. června 2024     | bude oznámeno | 210       |
| 27           | 7         | Get Out of Dodgeball                                    | bude oznámeno | Carlos González | Angela Yarbrough             | 5. června 2024     | bude oznámeno | 205       |
| 28           | 8         | Louds in Love                                           | bude oznámeno | Daniella Eisman | Tim Hobert                   | 10. června 2024    | bude oznámeno | 207       |
| 29           | 9         | The Other Man with Way Better Plans                     | bude oznámeno | Jonathan Judge  | John Dale                    | 11. června 2024    | bude oznámeno | 208       |
| 30           | 10        | McLouds vs Machine                                      | bude oznámeno | Carlos González | Michael Hobert               | 12. června 2024    | bude oznámeno | 211       |
| 31           | 11        | Loud Blues                                              | bude oznámeno | Carlos González | Angela Yarbrough             | 17. června 2024    | bude oznámeno | 213       |
| 32           | 12        | Little Sisters' Big Adventure                           | bude oznámeno | Jonathan Judge  | Peter Limm                   | 18. června 2024    | bude oznámeno | 212       |
| 33           | 13        | The Boyfriend Stays in the Picture                      | bude oznámeno | Jonathan Judge  | Tim Hobert                   | 19. června 2024    | bude oznámeno | 214       |
| 34           | 14        | The Man with the Backup Plan                            | bude oznámeno | Daniella Eisman | Alan Yanaga                  | 18. září 2024      | bude oznámeno | 215       |
| 35           | 15        | The Odyssey                                             | bude oznámeno | Daniella Eisman | Tim Hobert & Alan Yanaga     | 25. září 2024      | bude oznámeno | 216       |
| 36           | 16        | A Tale of Three Parties                                 | bude oznámeno | Jonathan Judge  | Tim Hobert & Michael Hobert  | 2. října 2024      | bude oznámeno | 217       |
| 37           | 17        | Game Night                                              | bude oznámeno | Jonathan Judge  | Tyler Mar & Derek Isa        | 9. října 2024      | bude oznámeno | 218       |
| 38           | 18        | Epic Tales of Epic Fales: The Madman with the Plan      | bude oznámeno | Julian Petrillo | David McHugh & Matt Flanagan | 16. října 2024     | bude oznámeno | 219       |
| 39           | 19        | A Really Loud Thanksgiving: The Gobble Squabble Debacle | bude oznámeno | Julian Petrillo | David S. Rosenthal           | 26. listopadu 2024 | bude oznámeno | 220       |